# Isla Mangabe
Nosy Mangabe (en malgache: Nosy Marosy, en francés: Île Marosy) es una reserva y pequeña isla ubicada en la Bahía de Antongil a unos 2 km de la costa de la ciudad de Maroantsetra en el este de Madagascar. Con 520 ha de superficie, es accesible en botes pequeños y es parte del más grande territorio conocido como Parque nacional Masoala (Parc national de Masoala). Se trata de un bosque tropical preservado y santuario para aves en peligro de extinción. Se encuentra lo suficientemente cerca de la ciudad para realizar un viaje de un día, a pesar de un viaje nocturno es mejor para ver a los aye-aye nocturnos (Daubentonia madagascariensis). La isla tiene una rica historia de comercio y piratería, en el lado oeste de la isla hay grabados rupestres hechos por los marineros holandeses en el siglo XVI. El escritor Británico e ciencia ficción de Douglas Adams visitó la isla en busca de los aye-aye en uno de sus libros menos conocidos, La última oportunidad para ver (Last Chance to See). No existen asentamientos permanentes en la isla, un camping con instalaciones como baños y cocina sirve como campamento base para los biólogos, los investigadores y los ecoturistas.